# Hunei
Hunei (chinesisch 湖內區, Pinyin Húnèi Qū) ist ein Stadtbezirk von Kaohsiung in der Republik China (Taiwan).

## Beschreibung
Hunei liegt im Nordwesten des Stadtgebiets von Kaohsiung an der Grenze zur benachbarten Stadt Tainan (Stadtbezirk Rende). Die Grenze nach Norden wird weitgehend vom Fluss Erren oder Erren Xi (二仁溪) gebildet. Die angrenzenden Stadtbezirke in Kaohsiung sind Luzhu im Süden und Südosten sowie Qieding im Westen.

## Geschichte
Die chinesische Besiedlung Huneis begann spätestens zur Zeit Zheng Chenggongs. Ob es schon zur Zeit Niederländisch-Formosas chinesische Ansiedlungen in Hunei gab, ist aufgrund fehlender Quellen ungeklärt. Ab 1683 befand sich Taiwan unter der Qing-Herrschaft und das Gebiet von Hunei lag an der Grenze der beiden Kreise Tainan (oder Taiwan) und Fengshan. Zur Zeit der japanischen Herrschaft in Taiwan (1895 bis 1945) wurden die beiden hier befindlichen Gemeinden Dahu (大湖,  Dàhú) und Weizinei (圍仔內,  Wéizǐnèi) zu einem Dorf (庄,  Zhuāng) vereinigt. Durch Zusammenziehung von Schriftzeichen aus den beiden Ortsnamen wurde der neue Name Hunei  (湖內庄,  Húnèi Zhuāng) gebildet. Nach der Übernahme Taiwans durch die Republik China 1945 wurden die japanischen Verwaltungseinheiten weitgehend übernommen und aus dem Dorf Hunei wurde die Landgemeinde Hunei (湖內鄉,  Húnèi Xiāng) im neu gegründeten Landkreis Kaohsiung. Da die Gemeinde mit damals mehr als 30 000 Einwohnern zu groß erschien, wurden im März 1950 der westliche Teil als neue Gemeinde Qieding (茄萣鄉) abgetrennt und zwei Dörfer an die Nachbargemeinde Luzhu abgetreten. Zum 25. Dezember 2010 wurde der Landkreis Kaohsiung aufgelöst und in die Landkreisgemeinden in die Stadt Kaohsiung eingegliedert. Hunei erhielt den Status eines Stadtbezirks (區,  Qū).

## Bevölkerung
Die große Mehrheit der Bevölkerung bilden Hoklo. Ende 2019 lebten 245 Angehörige indigener Völker in Hunei (Bevölkerungsanteil ca. 0,8 %).
| Gliederung Huneis |
|                   |

## Verwaltungsgliederung
Nach 1950 war die damalige Landgemeinde Hunei zunächst in 13 Dörfer (村,  Cūn) untergliedert. Am 5. Februar 2002 wurde das Dorf Hudong aus Teilen des Dorfes Hunei neu gebildet. Nach der Eingliederung in die Stadt Kaohsiung erhielten die Dörfer den Status von Stadtteilen (里,  Lǐ). Derzeit ist Hunei in 14 Stadtteile untergliedert.
1 Yecuo (葉厝里)

2 Wenxian (文賢里)

3 Zhongxing (忠興里)

4 Zhongxian (中賢里)

5 Yixian (逸賢里)

6 Liujia (劉家里)

7 Haipu (海埔里)

8 Gongguan  (公舘里)

9 Taiye (太爺里)

10 Tianwei (田尾里)

11 Dahu (大湖里)

12 Haishan (海山里)

13 Hunei (湖內里)

14 Hudong (湖東里)

## Wirtschaft

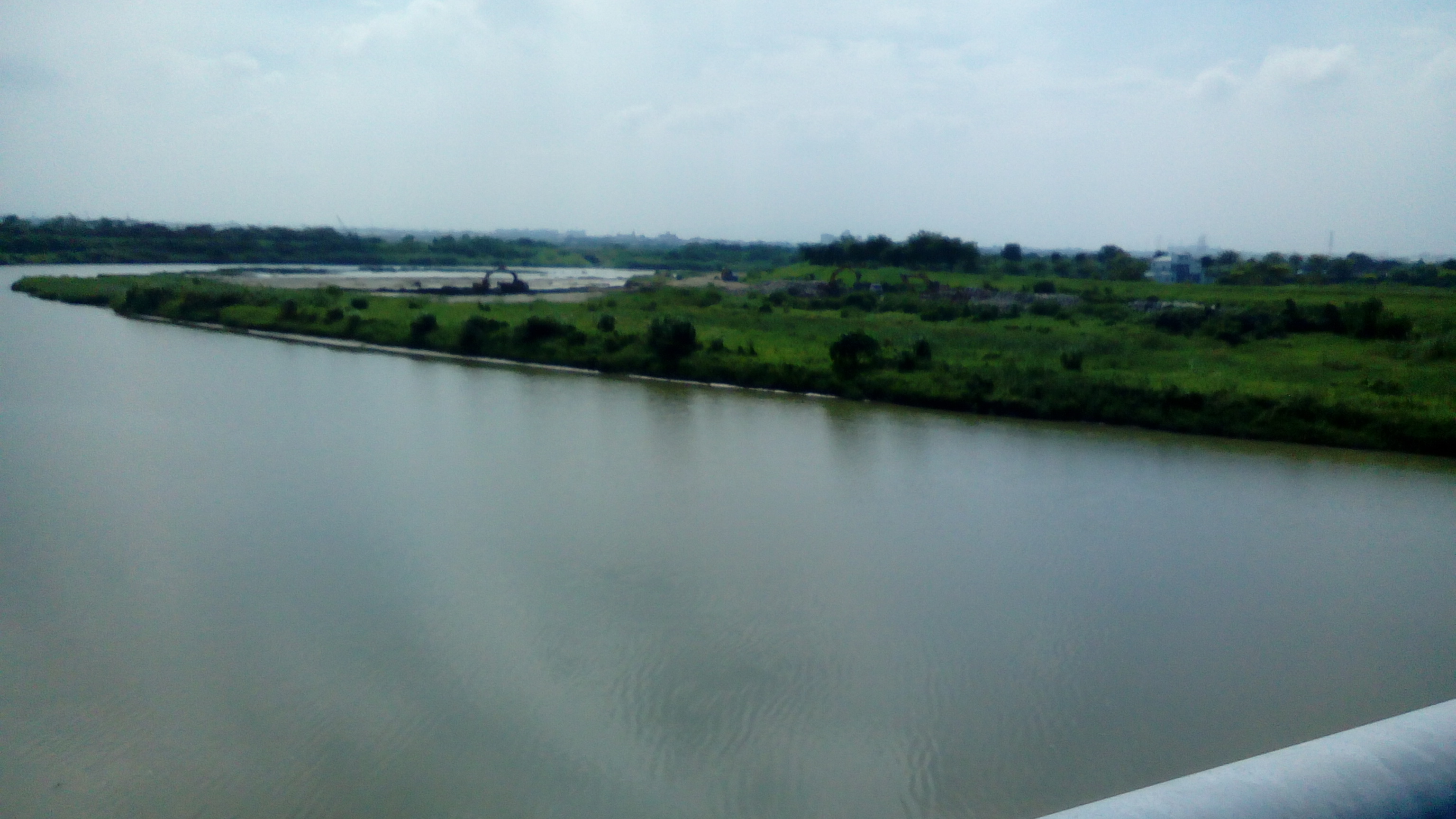
Blick Richtung Osten auf den Erren Xi

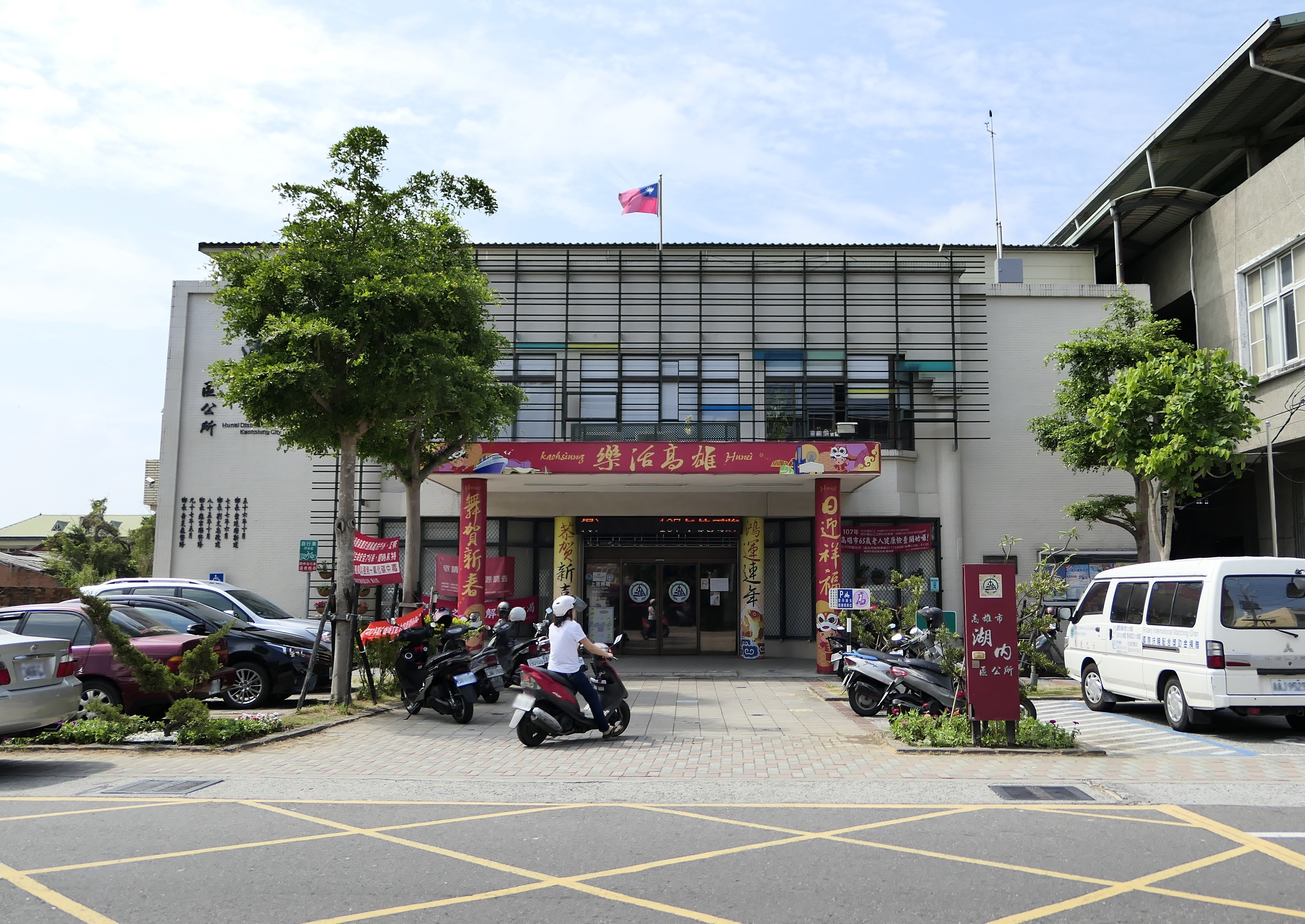
Bezirksamt von Hunei

Im Jahr 2019 wurden 580 ha (5,8 km²) landwirtschaftlich genutzt, davon 54 ha für den Reisanbau. Die Aquakulturen umfassten flächenmäßig 550 ha. Es waren 275 Gewerbebetriebe ansässig, davon 89 in der Metallverarbeitung, 40 in der Kunststoffverarbeitung, 40 im Maschinen- und Anlagenbau und 26 in der Verarbeitung landwirtschaftlicher Produkte.

## Verkehr
Die wichtigsten Straßenverbindungen in Nord-Süd-Richtung in Hunei sind die Provinzstraße 1, die im Osten den Bezirk durchquert, und die Provinzstraße 17A (17甲), die im Westen Huneis verläuft und im Norden nach Westen abzweigt. Im Süden verläuft die Provinzstraße 28 in Ost-West-Richtung. In einem kleinen südwestlichen Abschnitt führt die Provinzstraße 17 durch Hunei, bevor sie nach Westen abbiegt. Im Ortsteil Dahu durchquert die Längslinie der Taiwanischen Eisenbahn den Bezirk, ohne hier einen Halt aufzuweisen.

## Höhere Bildungseinrichtungen
In Hunei hat die private Tung-Fang-Design-Universität (東方設計大學) ihren Standort. Die Hochschule entwickelte sich aus einer 1966 gegründeten Untergraduierten-Schule für Design und Kunst, die 2017 den Status einer Universität erhielt.

## Besonderheiten
Im Jahr 2019/2020 gab es 24 Tempel und Schreine in Hunei, davon 19 des Daoismus, 4 des Buddhismus und einer des Yi Guan Dao.
Ein bekannter Tempel ist der Ciji-Tempel (慈濟宮 ) im Ortsteil Zhongxian. In dem Tempel, dessen Anfänge auf das Jahr 1681 zurückgehen, wird vor allem Baosheng Dadi verehrt.
In Hunei befindet sich das Grab () von Zhu Shugui (朱術桂,  Zhū shùguì), des „Königs von Ningjing“ (寧靖王,  Níngjìng wáng), der ein letzter Thronprätendent der Ming-Dynastie war und sich 1683, bei der Invasion Taiwans durch die Qing-Armee das Leben nahm. Er wurde durch seine Anhänger in einem getarnten Grab beigesetzt, da diese eine Zerstörung des Grabmals befürchteten. Die Grabstätte wurde 1937, zur Zeit der japanischen Herrschaft, wiederentdeckt. Zum Zeitpunkt der Entdeckung war das Grab leer. Später wurde eine Art Mausoleum um die Grabstätte herum errichtet.

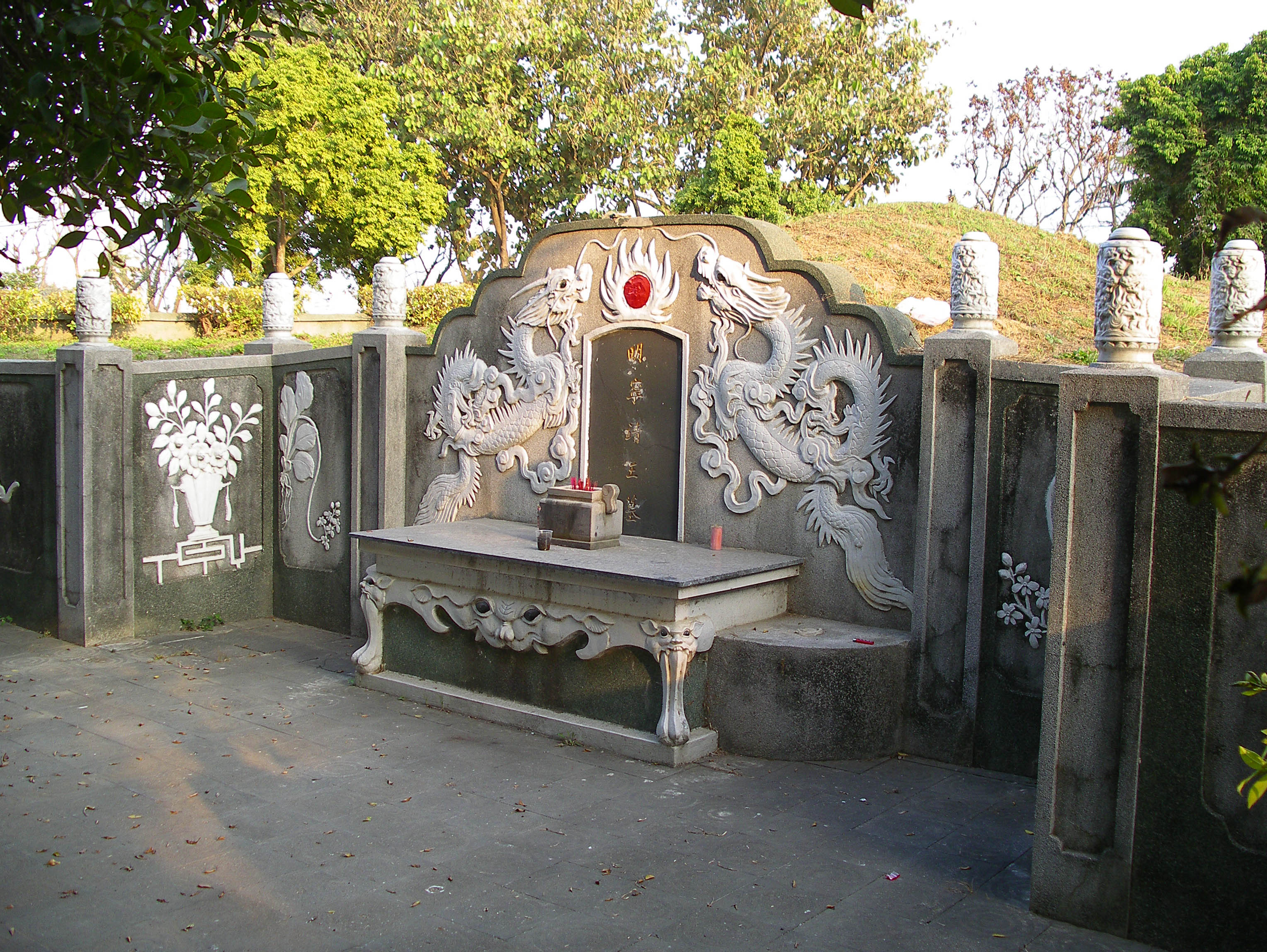
Mausoleum von Zhu Shugui
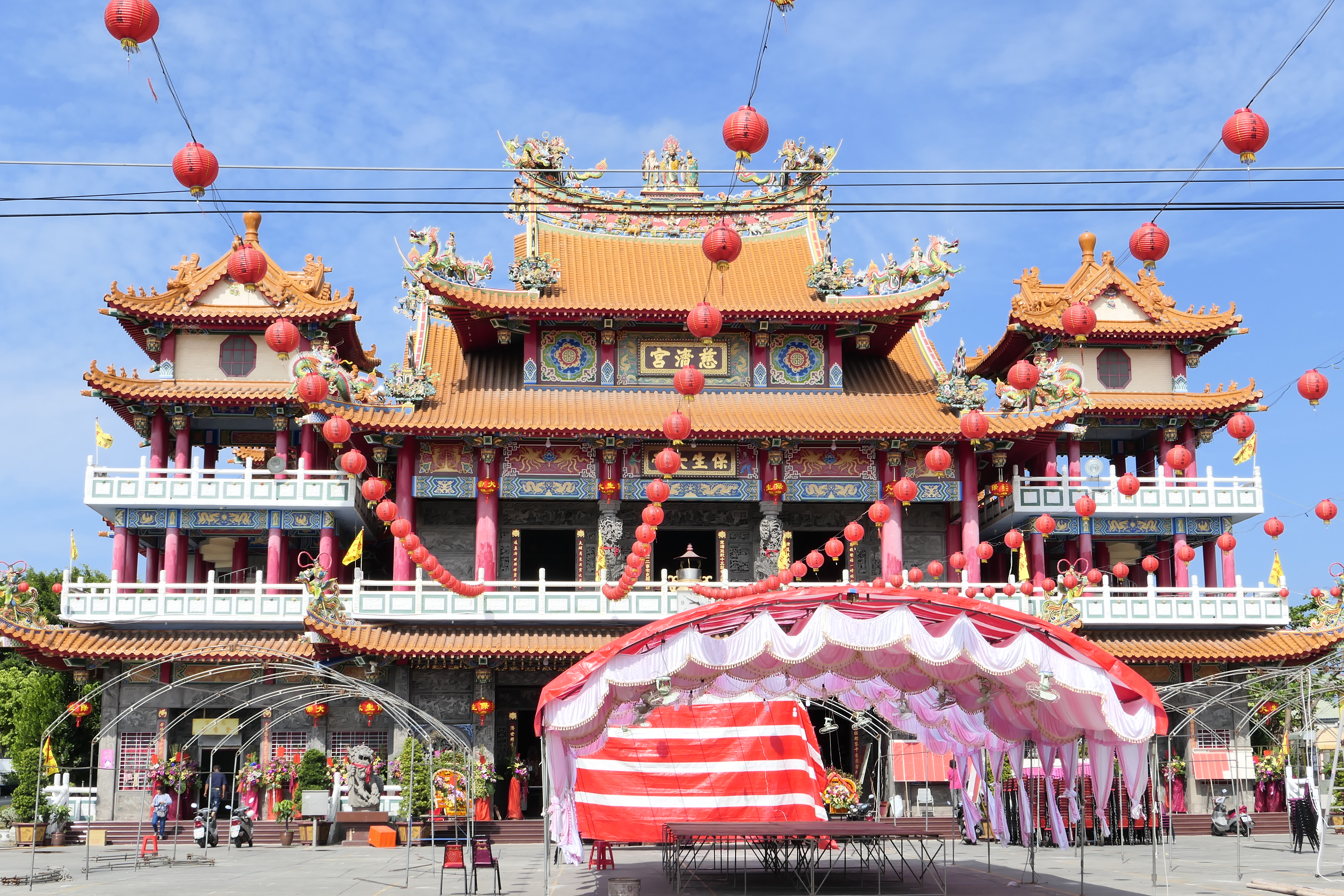
Ciji-Tempel